# Arquia (Banda)
Arquia é uma banda independente de rock brasileira, formada no ano de 1999 na cidade de São Paulo. A banda traz influências principalmente das cenas grunge e heavy metal dos anos 80 e 90.

## História

### Início
O Arquia nasceu em São Paulo e começou suas atividades em 1999. No ano de 2001, lançaram a demo single “Faça o que quiser”, e participaram da coletânea beneficente NOISE FOR DEAF IV juntamente com outros artistas como Antidemon, Fuck the Facts, Totimoshi entre outras bandas de várias partes do mundo.
A coletânea foi produzida pela Rotthenness Records e distribuída na Europa, UK, Canadá, USA, Argentina e Brasil. As canções foram produzidas pela própria banda e gravadas em um extinto estúdio, em São Caetano do Sul, entre outubro e dezembro de 2000.

### Retorno
Após uma longa ausência, depois de terem se separado em 2002, a banda resgata suas gravações e relança seu primeiro single “Faça o que quiser” e lança seu primeiro EP “25 anos”, com duas músicas também gravadas no final de 2000 e ainda inéditas, "Inspiração" e "Por só mais um minuto" (live studio) que a banda optou por não regravar para manter vivo aquilo que fizeram juntos e por ser dos poucos registros autorais da época.
Atualmente, os músicos moram em 3 países diferentes (Argentina, Brasil e Irlanda) e estão trabalhando no lançamento de um novo disco que será mixado em Londres com lançamento previsto para 2024. O trabalho terá influências do Punk/Hardcore, Heavy Metal, Grunge e Rock Nacional e vai trazer diversas músicas que já haviam sido compostas.

## Integrantes

### Formação atual
- Sergio Zanck - vocal
- Eduardo Zanetti - guitarra solo
- Pedro Gabriel - guitarra / synths
- Aarão Felipe - bateria

### Ex-Integrantes
- Anderson Nascimento - guitarra

## Discografia

### Singles
- 2024: "Faça o que quiser"

### EPs
- 2024: "25 anos"

### Coletaneas
- 2001: "NOISE FOR DEAF IV[10]"